# Saint-Clair-d'Arcey
Saint-Clair-d'Arcey is een plaats en voormalige gemeente in het Franse departement Eure (regio Normandië) en telt 325 inwoners (1999). De plaats maakt deel uit van het arrondissement Bernay. Saint-Clair-d'Arcey is op 1 januari 2019 gefuseerd met de gemeenten Saint-Aubin-le-Vertueux en Saint-Quentin-des-Isles tot de gemeente Treis-Sants-en-Ouche. 

## Geografie
De oppervlakte van Saint-Clair-d'Arcey bedraagt 11,7 km², de bevolkingsdichtheid is 27,8 inwoners per km².
De onderstaande kaart toont de ligging van Saint-Clair-d'Arcey met de belangrijkste infrastructuur en aangrenzende gemeenten.

## Demografie
Onderstaande figuur toont het verloop van het inwonertal (bron: INSEE-tellingen).